# Istiblennius steindachneri
Istiblennius steindachneri es una especie de pez de la familia Blenniidae en el orden de los Perciformes.

## Morfología
• Los machos pueden llegar alcanzar los 11 cm de longitud total.

## Reproducción
Es ovíparo.

## Hábitat
Es un pez de mar y de clima tropical.

## Distribución geográfica
Se encuentra desde Kenia hasta Mozambique, el Isla Juan de Nova (frente a las costas de Madagascar), el norte de Madagascar,  Mauricio y Seychelles.